# ديفيد فيلو
دافيد فيلو  (بالإنجليزية: David Filo) (1966 لويزيانا، الولايات المتحدة الأمريكية) هو مؤسس مشارك ورئيس موقع الانترنيت ياهو!.
أسس بالاشتراك مع جيري يانغ في شهر أبريل عام 1994 دليل الانترنيت (دليل يانغس). وبعد سنة قاما مع بعض بتأسيس شركة ياهو!، يملك الملياردير فايلو 6 بالمائة من أسهم الياهو، يقيم في الوقت في مدينة سان فرانسيسكو.

## وصلات خارجية
- ديفيد فيلو على موقع مونزينجر (الألمانية)
- ديفيد فيلو على موقع إن إن دي بي (الإنجليزية)
- سيرة ذاتية من موقع ياهو نسخة محفوظة 7 مايو 2009 على موقع واي باك مشين.